# Philematium festivum
Philematium festivum là một loài bọ cánh cứng trong họ Cerambycidae.